# SToa
sToa — немецкая музыкальная группа, работающая в стиле этереал, неоклассика.

## История
sToa была образована в 1991 году. В то время Олаф Парузель искал новые пути совмещения своих музыкальных и философских мыслей и поскольку он интересовался стоицизмом, то это не замедлило сказаться и на его творчестве. В том же году дуэт выпустил свою первую песню, «sToa» на компиляции «From Hypnotic… to Hypersonic» на студии «Hyperium». И уже в следующем году там же выходит их дебютный альбом «Urthona», выпущенный четырнадцатитысячным тиражом.
Оба члена группы ранее очень активно занимались музыкой. Конни с 10 лет играла на скрипке во многих оркестрах, пела как в хорах так и соло, сочиняла романтическую музыку в стиле барокко подобную Генделю, Григу или Перголези. Олаф в детстве был членом старейшего хора мира — «Stadtsingechor Halle», затем играл во множестве групп и проектов, писал музыку для телевидения.
В 1994 году выходит второй альбом — «Porta VIII», идея которого была в продолжении сказки Мориса Метерлинка «Ariadne et Barbe Bleue». Этот альбом также разошелся тиражом более чем в 10000 экземпляров.
С 1997 года в группе происходят изменения. Конни покидает «sToa» чтобы полностью посвятить себя карьере в классической музыке. Новой певицей и скрипачкой становится Антье Бушхайзер, также ранее певшая в классическом хоре и исполнявшая классическую музыку. К группе присоединилась виолончелистка и певица Кристина Фишер. В том же 1997 году «sToa» по определённым причинам покидает студию «Hyperium».
Периодически «sToa» играет на различных концертных площадках или фестивалях, таких как Wave-Gotik-Treffen, и иногда проводит небольшие концертные туры.
В 1998 году команда совершила турне по Мексике, выразив тем самым признательность местной публике за «чартовость». Начало нового тысячелетия было отмечено заменой основного голоса «sToa» — им стала Мэнди Бернхардт.
После этой замены группа наконец приступила к записи долгожданного третьего альбома, получившего название «Zal». Первый тираж диска был выпущен мексиканской фирмой «Samadhi Musik», а после заключения контракта с немецким лейблом «Alice in …» с новым творением «sToa» смогли ознакомиться и европейцы.
Альбом «Silmand», вышедший в 2008 году, не явился логическим продолжением предшественников, и Олаф Парузель сумел вывести качество музыки на иной, новый уровень. Для начала он пригласил в студию сразу несколько вокалисток и вокалистов. Женщинам досталось большинство песен, тогда как мужчинам — всего две. Над текстами также проделано много работы — есть песни на английском, текст на латыни, французское стихотворение XIX века и другие сюрпризы.

## Дискография
- «Urthona» 1993
- «Porta VIII» 1994
- «ZAL» 2001
- «Silmand» 2008

## Состав группы
- Олаф Парузель
- Антье Бушхайзер
- Кристина Фишер

#### Бывшие участники
- Конни Леврой